# Tabanus kotoshoensis
Tabanus kotoshoensis är en tvåvingeart som beskrevs av Tokuichi Shiraki 1918. Tabanus kotoshoensis ingår i släktet Tabanus och familjen bromsar. Inga underarter finns listade i Catalogue of Life.